# Tweepotige wormhagedissen
Tweepotige wormhagedissen (Bipedidae) zijn een familie van reptielen uit de onderorde wormhagedissen (Amphisbaenia).

## Naam en indeling
De wetenschappelijke naam van de groep werd voor het eerst voorgesteld door Edward Harrison Taylor in 1951. Er zijn drie soorten in een enkel geslacht die endemisch voorkomen in delen van Mexico.

## Uiterlijke kenmerken
Tweepotige wormhagedissen hebben een pleurodonte gebitsvorm waarbij de tanden naast de kaakranden geplaatst zijn. Bij de familie puntstaartwormhagedissen zijn de tanden bovenop de kaakrand gepositioneerd, wat acrodont wordt genoemd. 

## Taxonomie
Familie Bipedidae
- Geslacht Bipes